# Karel Beuckel
Charles (Karel) Baptiste Beuckel (Lokeren, 26 februari 1813  - Waasmunster, 3 juli 1891) was een Belgisch arts en politicus voor de Liberale Partij.

## Levensloop
Beuckel was arts van beroep.
Hij werd verkozen als gemeenteraadslid te Lokeren, alwaar hij tevens een tijdlang schepen en van 1879 tot 1890 burgemeester was. Ten slotte was hij ook liberaal provincieraadslid voor de provincie Oost-Vlaanderen.
Hij was, evenals Edouard De Jaegher, een pleitbezorger van het volwassenenonderwijs. In 1871 klaagde hij het feit aan dat het katholieke provinciebestuur het verzoek van het ministerie van Binnenlandse Zaken, dat reeds vijf jaar vroeg voor provinciale steun aan deze onderwijsvorm, bleef weigeren.